# Asian Development Tour
De Asian Development Tour organiseert golftoernooien in Azië op een niveau onder de Aziatische PGA Tour (Asean Tour). Het is vergelijkbaar met de Europese Challenge Tour in Europa en de Nationwide Tour in de Verenigde Staten.
De Asian Development Tour werd in 2010 opgericht en had toen vijf toernooien, in 2011 waren er acht toernooien. Er werd gespeeld in Maleisië (4x), Chinees Taipei (2x), Bangladesh en de Filipijnen.
Spelers die via de Tourschool zich niet kwalificeren voor de Aziatische Tour, kunnen een klassering krijgen in de Asian Development Tour. De top-3 van de Order of Merit krijgen aan het einde van het seizoen een spelerskaart voor de Aziatische Tour van het volgende jaar. Guido van der Valk, die in Manilla woont, won het laatste toernooi van 2011, de PGM-MIDF-KLGCC Classic in Kuala Lumpur.

## Order of Merit
| Jaar | Nummer 1          | Nummer 2             | Nummer 3         |
| ---- | ----------------- | -------------------- | ---------------- |
| 2010 | S. Siva Chandhran | Chia-jen Hsu         | Akhmal Tarmizee  |
| 2011 | Jonathan Moore    | Chen-chih Chiang     | Shang-hung Kao   |
| 2012 | Jay Bayron        | HSU Mong-nan         | Peter Richardson |
| 2013 | Nicholas Fung     | James Bowen (golfer) | Ian Steel        |